# Dystopia (Megadeth)
Dystopia är Megadeths femtonde studioalbum, släppt den 22 januari 2016. Bandet vann 2017 en Grammy i kategorin "Best Metal Performance" för låten "Dystopia".

## Låtlista
| Nr           | Titel                          | Längd |
| ------------ | ------------------------------ | ----- |
| 1.           | The Threat Is Real             | 4:22  |
| 2.           | Dystopia                       | 5:00  |
| 3.           | Fatal Illusion                 | 4:16  |
| 4.           | Death from Within              | 4:48  |
| 5.           | Bullet to the Brain            | 4:29  |
| 6.           | Post American World            | 4:25  |
| 7.           | Poisonous Shadows              | 6:02  |
| 8.           | Conquer or Die! (instrumental) | 3:33  |
| 9.           | Lying in State                 | 3:34  |
| 10.          | The Emperor                    | 3:54  |
| 11.          | Foreign Policy (Fear-cover)    | 2:28  |
| Total längd: | Total längd:                   | 46:51 |

## Musiker
- Dave Mustaine – sång, sologitarr, kompgitarr, akustisk gitarr
- Kiko Loureiro – sologitarr, kompgitarr, akustisk gitarr, bakgrundssång, piano på "Poisonous Shadows"
- David Ellefson – basgitarr, bakgrundssång
- Chris Adler – trummor